# HD 24071
HD 24071 (f Eridanus) é uma estrela dupla na direção da Eridanus. Possui uma ascensão reta de 03h 48m 35.82s e uma declinação de −37° 37′ 12.5″. Sua magnitude aparente é igual a 4.30. Considerando sua distância de 161 anos-luz em relação à Terra, sua magnitude absoluta é igual a 0.83. Pertence à classe espectral A+....